# Каменка (бывшая Букровская волость)
Каменка  — деревня в Великолукском районе Псковской области России. Входит в состав сельского поселения «Букровская волость».
Расположена на северо-востоке района, в 3 км от левого берега реки Кунья, в 62 км к северо-востоку от центра города Великие Луки и в 20 км к северо-востоку от волостного центра Букрово-2.

## Население
Численность населения по оценке на 2000 год составляла 12 человек, на 2010 год — 7 человек.